# Raelene Boyleová
Raelene Ann Boyleová (* 24. června 1951) je australská atletka, která reprezentovala Austrálii na třech olympijských hrách a to v roce 1968, 1972, 1976. Celkem získala tři stříbrné medaile. V roce 1996 ji byla diagnostikována rakovina prsu a následně se stala členkou správní rady organizace Breast Cancer Network Australia (BCNA). V roce 2017 se stala legendou v síni slávy sportu Austrálie.